# Kristina Şermetowa
Kristina Şermetowa (russisch Кристина Шерметова, wiss. Transliteration Kristina Šermetova; * 25. Mai 1993 in Aşgabat) ist eine turkmenische Gewichtheberin. Ihre persönliche Bestleistung erzielte sie mit der Silbermedaille bei den Weltmeisterschaften im Gewichtheben 2017 in Anaheim, Kalifornien.

## Leben
Şermetowa wurde am 25. Mai 1993 in Aşgabat geboren. Als Kind übte sie ursprünglich Tanzen. Sie begann 2007 mit dem Gewichtheben, weil ein Freund ihres Vaters eine Gewichtheber-Schule für Mädchen gegründet hatte. Sie selbst sagt:

„Viele Leute glauben mir nicht, wenn ich sage, dass ich früher getanzt habe. Als der Freund meines Vaters eine Gewichtheberschule eröffnete, bestand mein Vater darauf, dass ich mich auch anmelde. Zuerst hatte ich keine große Lust, aber dann vertraute ich seinem Rat. Und bisher hatte ich keinen einzigen Grund, meine Entscheidung zu bereuen.“

Ihr Trainer ist Armen Stepanjan. Zeitweise war wohl auch Ümürbek Bazarbaýew an ihrem Training beteiligt.

## Karriere

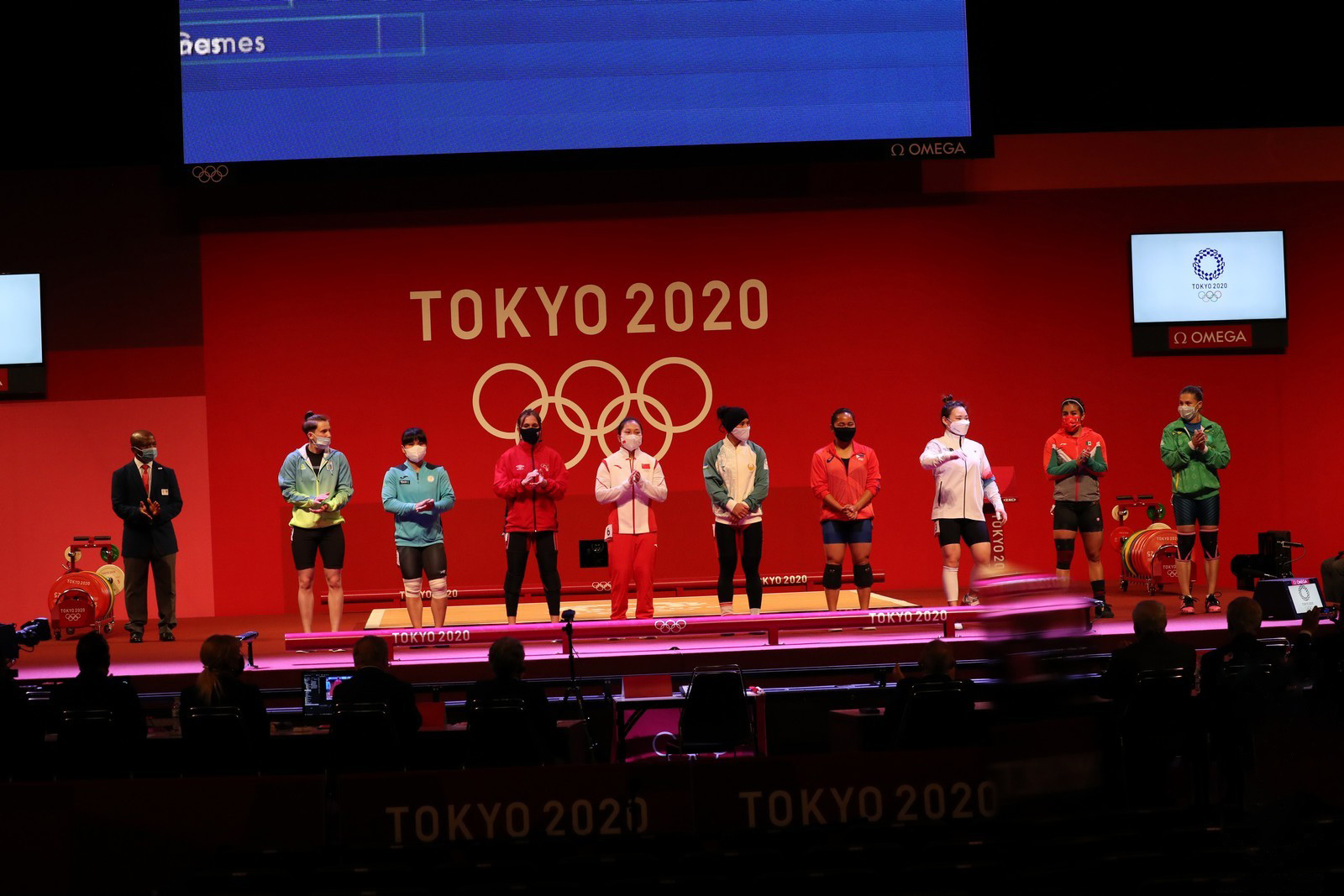
Kristina Şermetowa bei den Olympischen Spielen 2020 (rechts)

Der erste internationale Erfolg ihrer Karriere war die Bronzemedaille bei den Jugendasienmeisterschaften 2009 in der Kategorie bis 48 kg.
Aufgrund von Verletzungen verpasste sie die Saisons 2015 und 2016.
2017 war ein erfolgreiches Jahr für Şermetova. Sie wurde dritte in den Asienmeisterschaften im Gewichtheben 2017 in der Kategorie bis 53 kg und bei den Weltmeisterschaften im Gewichtheben 2017 in Anaheim gewann sie Silber.
Im Juli 2021 trat sie für Turkmenistan bei den Olympischen Sommerspielen 2020 in Tokio, Japan, an. In der Klasse bis 55 kg belegte sie den 6. Platz.

## Ergebnisse
| Jahr                     | Ort               | Gewicht           | Reißen (kg)       | Reißen (kg)       | Reißen (kg)       | Reißen (kg)       | Stoßen (kg)       | Stoßen (kg)       | Stoßen (kg)       | Stoßen (kg)       | Gesamt (kg)       | Rang              |
| Jahr                     | Ort               | Gewicht           | 1                 | 2                 | 3                 | Rang              | 1                 | 2                 | 3                 | Rang              | Gesamt (kg)       | Rang              |
| Turkmenistan             | Turkmenistan      | Turkmenistan      | Turkmenistan      | Turkmenistan      | Turkmenistan      | Turkmenistan      | Turkmenistan      | Turkmenistan      | Turkmenistan      | Turkmenistan      | Turkmenistan      | Turkmenistan      |
| Olympische Spiele        | Olympische Spiele | Olympische Spiele | Olympische Spiele | Olympische Spiele | Olympische Spiele | Olympische Spiele | Olympische Spiele | Olympische Spiele | Olympische Spiele | Olympische Spiele | Olympische Spiele | Olympische Spiele |
| ------------------------ | ----------------- | ----------------- | ----------------- | ----------------- | ----------------- | ----------------- | ----------------- | ----------------- | ----------------- | ----------------- | ----------------- | ----------------- |
| 2021                     | Tokio             | 55 kg             | 90                | 93                | 93                | 5                 | 111               | 115               | 117               | 5                 | 205               | 6                 |
| Weltmeisterschaften      |                   |                   |                   |                   |                   |                   |                   |                   |                   |                   |                   |                   |
| 2023                     | Riad              | 59 kg             | 77                | 81                | 83                | 36                | 95                | 100               | 104               | 36                | 181               | 35                |
| 2019                     | Pattaya           | 55 kg             | 83                | 83                | 86                | 14                | 107               | 110               | 110               | 12                | 196               | 11                |
| 2018                     | Aşgabat           | 55 kg             | 90                | 93                | 95                | 9                 | 113               | 117               | 120               | 7                 | 210               | 8                 |
| 2017                     | Anaheim           | 53 kg             | 88                | 91                | 91                | Bronze            | 109               | 111               | 113               | Bronze            | 204               | Silber            |
| Asienspiele              |                   |                   |                   |                   |                   |                   |                   |                   |                   |                   |                   |                   |
| 2018                     | Jakarta           | 53 kg             | 88                | 91                | 93                | 1                 | 110               | 113               | 116               | 3                 | 206               | Silber            |
| Asienmeisterschaften     |                   |                   |                   |                   |                   |                   |                   |                   |                   |                   |                   |                   |
| 2022                     | Manama            | 55 kg             | 82                | 83                | 83                | 6                 | 104               | 105               | 107               | —                 | —                 | —                 |
| 2021                     | Taschkent         | 55 kg             | 88                | 90                | 90                | 6                 | 110               | 113               | 113               | 7                 | 198               | 7                 |
| 2019                     | Ningbo            | 55 kg             | 63                | 68                | 72                | 12                | 98                | 104               | —                 | 6                 | 172               | 8                 |
| 2017                     | Aşgabat           | 53 kg             | 78                | 81                | 81                | 5                 | 100               | 104               | 106               | Bronze            | 182               | Bronze            |
| 2012                     | Pyeongtaek        | 58 kg             | 77                | 81                | 83                | 8                 | 95                | 100               | 100               | 8                 | 183               | 8                 |
| Islamic Solidarity Games |                   |                   |                   |                   |                   |                   |                   |                   |                   |                   |                   |                   |
| 2022                     | Türkei Konya      | 55 kg             | 85                | 87                | 89                | Gold              | 103               | 105               | 111               | Silber            | 194               | Silber            |